# Lucius Minucius Esquilinus Augurinus
Pour les articles homonymes, voir Minucius Augurinus.
Lucius Minucius Esquilinus Augurinus est un homme politique romain du Ve siècle av. J.-C., consul en 458 av. J.-C. et décemvir de 450 à 449 av. J.-C.

## Famille
Frère de Quintus Minucius Esquilinus Augurinus, consul en 457 av. J.-C., il est membre des Minucii Augurini, branche de la gens des Minucii. Il est le fils d'un Publius Minucius et petit-fils d'un Marcus Minucius. Son nom complet est Lucius Minucius P.f. M.n. Esquilinus Augurinus.

## Carrière

### Consulat (458)
En 458 av. J.-C., il est consul avec Caius Nautius Rutilus. Tite-Live, Denys d'Halicarnasse et Diodore de Sicile le donnent comme consul ordinaire mais d'après les fastes capitolins, il ne serait que consul suffect, remplaçant un certain Carvetus, mort en début de mandat.
Cette année-là, Rome doit faire face à une offensive des Èques qui ont rompu le traité conclu l’année précédente et à un raid de pillage des Sabins qui parviennent presque jusqu'aux remparts de la ville. Les consuls lèvent deux armées, Augurinus part vers le Mont Algide affronter les Èques, mais se montre peu offensif et se retrouve assiégé dans son camp. Il est sauvé par le dictateur Lucius Quinctius Cincinnatus, nommé par le consul Rutilus, qui, une fois sa mission accomplie, démissionne au bout de seize jours,. De retour à Rome, Augurinus abdique et le commandement de son armée est remis au praefectus Urbi Quintus Fabius Vibulanus,,.

### Décemvirat (450-449)
En 450 av. J.-C., il est élu à la seconde commission des décemvirs contre des candidats aux compétences mieux démontrées grâce au soutien actif d'Appius Claudius Sabinus. Cette commission achève la rédaction de la Loi des Douze Tables mais, sous l’influence de Sabinus, elle se maintient despotiquement au pouvoir malgré la fin de sa mission,.
En 449 av. J.-C., les décemvirs, menés par Sabinus, poursuivent illégalement leur mandat, contre la volonté du Sénat et du peuple. Les invasions des Sabins et des Èques ont pour conséquence de disperser les décemvirs. Quintus Fabius Vibulanus, Manius Rabuleius et Quintus Poetelius Libo partent combattre les Sabins tandis que Lucius Minucius accompagne Marcus Cornelius Maluginensis, Lucius Sergius Esquilinus et Titus Antonius Merenda pour affronter les Èques. Mais l'armée se révolte contre les décemvirs, puis la plèbe se retire en masse sur le mont Sacré. Augurinus et ses collègues doivent démissionner de leur pouvoir, puis partir en exil. Leurs biens sont confisqués.

### Intendant des vivres (440)
En 440 av. J.-C., une importante famine touche Rome. Étant donné l'urgence de la situation, les consuls font rapidement élire un « intendant des vivres », en quelque sorte une préfet de l'annone républicain, qui va pouvoir prendre en main la gestion de l’approvisionnement en grain. C'est probablement cette même année que Manius Marcius, édile de la plèbe, organise une distribution de grain destinée à la plèbe, à raison d'un tiers de boisseau romain (modius) par individu.
L'exemple de Manius Marcius est bientôt suivi par Spurius Maelius, un riche membre de l'ordre équestre, qui a acheté de très grandes quantités de blé à ses frais en Étrurie et qui les distribue au peuple gratuitement. Sa popularité devient telle que les patriciens sont persuadés qu'il veut en profiter pour tenter de devenir roi. Il aurait même pris des mesures pour tenter un coup d'État. Or, entre-temps, informés par Lucius Minucius, Titus Quinctius Capitolinus Barbatus et Agrippa Menenius Lanatus sont élus consuls pour l'année 439 av. J.-C. et nomment Lucius Quinctius Cincinnatus dictateur au début de leur mandat. Ce dernier fait assassiner Spurius Maelius par l'intermédiaire de son maître de cavalerie Caius Servilius Ahala. Selon les auteurs antiques, Lucius Minucius est récompensé par l'érection d'une statue pour avoir alerté les patriciens du danger que représentait Spurius Maelius,,.

### Auteurs antiques
- Tite-Live, Histoire romaine, Livre III, 25-29/35/40 (Université de Louvain)

### Auteurs modernes
- (en) T. Robert S. Broughton, The Magistrates of the Roman Republic : Volume I, 509 B.C. - 100 B.C., New York, The American Philological Association, coll. « Philological Monographs, number XV, volume I », 1951, 578 p.